# Dianema
Genre
Espèces de rang inférieur
Dianema est un genre de poissons-chats d'eau douce appartenant à la famille des Callichthyidae.

## Liste des espèces
Selon FishBase (29 octobre 2017) :
- Dianema longibarbis Cope, 1872
- Dianema urostriatum (Miranda Ribeiro, 1912)